# Oi paranomoi
Oi paranomoi (Οι παράνομοι) è un film del 1958 diretto da Nikos Koundouros.
È stato presentato all'8º Festival internazionale del cinema di Berlino.